# Carmen Silva (cantora)
Carmen Sebastiana Silva de Jesus, ou simplesmente Carmen Silva (Veríssimo, 22 de março de 1945 — São Paulo, 26 de setembro de 2016), foi uma cantora e compositora brasileira, também conhecida carinhosamente pelos fãs como "A Pérola Negra".

## Biografia
Carmen nasceu em Veríssimo, no Triângulo Mineiro. Vinda de uma família humilde, abandonou os estudos adolescente, e começou a trabalhar como babá e empregada doméstica. Apesar de todas as dificuldades, seu sonho era se tornar cantora. Começou a frequentar programas de calouros. No fim da década de 60, em mais uma de suas tentativas, venceu o concurso "Um Cantor por um Milhão, um Milhão por uma Canção", da TV Record.
Gravou seu primeiro compacto para a gravadora Cantagalo, mudou-se para a Copacabana, e finalmente para a RCA Victor, onde gravou "Adeus, solidão" ("Picking up pebbles", original britânico de Curtis, traduzida por Newton Miranda), que ficou em 1o. lugar absoluto durante varias semanas em 1970. Ganhou o Roquette Pinto e o Chico Viola. Viajou o mundo inteiro em apresentações musicais, fazendo muito sucesso no exterior.
No início de sua carreira sofreu pressão para gravar sambas, mas fez prevalecer sua vontade, que era o gênero romântico. Seus principais sucessos são: "Adeus Solidão", "Fofurinha", "O Destino Nos Separou", "Sapequinha", "Espinho na Cama", "Fotografia", "Amor com Amor se Paga", "Ser tua Namorada" e "Segura na Mão de Deus".
Na década de 90, sua carreira começou a entrar em declínio e, com isso, passou a enfrentar crises de depressão. Divorciada e morando sozinha, seus filhos moravam nos Estados Unidos, onde estudavam e trabalhavam há alguns anos, e Carmen sentia-se muito sozinha, o que piorava seu estado de ansiedade e tristeza. Nesta época, viajou para os EUA, para passar uma temporada com os filhos, e passou a frequentar cultos evangélicos, que seus filhos já frequentavam, e então, se converteu à religião. Se batizou nas águas e voltou ao Brasil decidida a cantar músicas em louvor a Deus.
Em 2001 Carmen assinou com a gravadora Graça Music e lançou três discos de música gospel, fazendo muito sucesso. Seu último disco lançado foi Minhas Canções na Voz de Carmen Silva, em 2008, cujas composições são de R. R. Soares em parceria com Carlinhos GerD, vocalista da GerD.

## Vida pessoal
Durante mais de vinte anos foi casada com o compositor Carlos Mendes, com quem teve os filhos Jorge e Karla. Os dois se conheceram nos palcos, e de uma parceria musical, a relação se transformou em amizade, e depois em namoro. Carlos produziu diversos discos de Carmen, tanto em português quanto em espanhol. Mesmo após o divórcio continuaram amigos, e quando havia oportunidade, trabalhavam juntos escrevendo e gravando músicas.

## Morte
Carmen morreu em São Paulo em 26 de setembro de 2016, aos 71 anos, vítima de uma parada cardíaca provocada por tromboembolia.

## Discografia
- 1969: Adeus Solidão
- 1971: Carmen Silva
- 1972: Vá, Não Importa o que Dizem
- 1973: A Pérola Negra
- 1975: Amor com Amor se Paga
- 1977: Poema dos Cabelos Brancos
- 1979: Espinhos na Cama
- 1982: Carmen Silva
- 1985: Fofurinha
- 1987: Ave Sem Ninho
- 1989: Tempero Bom
- 1990: Carmen Silva
- 1992: Se Você Quer Amor
- 2000: Luar do Sertão: Carmen Silva
- 2003: Onyx
- 2004: Carmen Silva 100.000
- 2006: Carmen Silva Volume 2 50.000
- 2008: Minhas Canções na Voz de Carmen Silva 100.000